# Мшак
«Мшак» (арм. Մշակ — «Труженик») — армянская литературно-политическая газета, основанная публицистом Григором Арцруни и выходившая в Тифлисе (сейчас Тбилиси) с 1872 по 1920 или 1921 год с перерывом в 1885 году.
«Мшак» писал с либеральных позиций, критикуя духовенство, купечество и интеллигенцию, выступая за секуляризацию армянской школы, описывая проблемы капитализма и выпуская произведения армянских писателей. Во время русско-турецкой войны 1877—1878 годов газета уделяла много внимания армянскому вопросу и выступала с пророссийских позиций. 
Постоянным автором газеты был публицист Раффи, писавший для «Мшака» статьи, призывающие к национально-освободительной борьбе.
В 1912 году группа армянских  литераторов  и сотрудники «Мшака» в  память 20-ти летней кончины основателя газеты Григора Арцруни, решила устроить литературный вечер  и отслужить панихиду на могиле покойного публициста
После революции 1905—1907 годов газета стала придерживаться либерально-буржуазных взглядов, во время Февральской революции поддерживала политику Временного правительства, в 1917—1920 годах — политику национальных государств Южного Кавказа. Газеты была закрыта после установления советской власти в Грузии.

## Главные редакторы
- Григор Арцруни (1872—1892)[1]
- Александр Калантар[арм.] (1893—1913)
- Амбарцум Аракелян[арм.] (1913—1918)[4]
- Аракел Бабаханян (Лео; 1918—1920)
- Тигран Ахумян (1920—1921)